# Trop
Trop je oblika začasnega ali trajnejšega skupnega življenja nekaterih divjih živali, domačih živali in pa tudi kamenodobnih človečnjakov.